# Епархия Дедугу
Епархия Дедугу (лат. Dioecesis Deduguensis) — епархия Римско-Католической Церкви с центром в городе Дедугу, Буркина-Фасо. Епархия Банфора входит в архиепархию Бобо-Диуласо.

## История
12 июня 1947 года Римский папа Пий XII учредил буллой Ad evangelizationis апостольскую префектуру Нуна, выделив её из апостольской префектуры Мопти (сегодня — епархия Мопти). 18 октября 1951 года апостольская префектура Нуна была преобразована в апостольский викариат. 
14 сентября 1955 года Римский папа Пий XII преобразовал буллой Dum tantis апостольский викариат Нуна в епархию Нуна. 
10 апреля 1962 года епархия Нуна уступила часть своей территории миссии Sui iuris Сана.
3 декабря 1975 года Ватиканская Конгрегация евангелизации народов перевела кафедру епископа епархии Нуна в город Дедугу и епархия Нуна поменяла название на епархию Нуна-Дедугу. Церковь святой Анны стала кафедральным собором епархии Нуна-Дедугу.
14 апреля 2000 года Римский папа Иоанн Павел II разделил буллой Grave successoris Petri епархию Нуна-Дедугу на две епархии: епархию Нуна и епархия Дедугу. 
5 декабря 2000 года епархия Дедугу вступила в церковную провинцию Бобо-Диуласо.

## Ординарии епархии
- епископ Jean-Marie Lesourd (17.10.1947 — 5.07.1973)
- епископ Zéphyrin Toé (5.07.1973 — 4.06.2005)
- епископ Judes Bicaba (4.06.2005 — по настоящее время)

## Источник
- Annuario Pontificio, Ватикан, 2007
- Булла Ad evangelizationis, AAS 39 (1947), p. 433]  (лат.)
- Булла Dum tantis, AAS 48 (1956), p. 113  (лат.)
- Декрет Apostolicis, AAS 68 (1976), p. 233  (лат.)
- Булла Grave successoris Petri  (лат.)